# ناتاشا مک‌الهون
ناتاشا ابیگیل تیلور (زاده ۱۴ دسامبر ۱۹۶۹)، که به‌طور حرفه‌ای با نام ناتاشا مک‌الهون شناخته می‌شود، یک هنرپیشه انگلیسی است. او بیشتر به‌خاطر بازی در سریال‌های کالیفرنیکیشن، تاج، هیلو و بازمانده برگزیده شناخته می‌شود.

## اوایل زندگی
ناتاشا در ساری و از والدینی ایرلندی که هر دو روزنامه‌نگار بودند، زاده شد. او یک برادر فیلم‌نامه‌نویس به نام دامون دارد که در لس آنجلس زندگی می‌کند. همچنین دو برادر ناتنی به نام‌های الکساندر و نیکولاس دارد که در استکهلم زندگی می‌کنند. زمانی که او دو ساله بود، والدین اش از هم جدا شدند و مادرش خانواده را به برایتون برد و سپس با روزنامه‌نگاری به نام روی گرینزلد (به انگلیسی: Roy Greenslade) ازدواج کرد.
او که از ۶ تا ۱۲ سالگی در کلاس‌های رقص ایرلندی (به انگلیسی: Irish dancing) شرکت می‌کرد، تحصیلاتش را در یک مدرسه شبانه‌روزی دخترانه در برایتون به پایان رساند و از مدرسه موسیقی و هنرهای نمایشی لندن (به انگلیسی: London Academy of Music and Dramatic Art) در سال ۱۹۹۳ فارغ‌التحصیل شد.

## دوران بازیگری
ناتاشا فعالیت هنری اش را در تئاتر آغاز کرد، با بازی در نمایش‌هایی همچون ریچارد سوم در ریجنتز پارک (به انگلیسی: Regent's Park)، کنت مونت کریستو و باغ آلبالو در تئاتر هیمارکت (به انگلیسی: Haymarket Theatre) و رؤیای نیمه شب تابستان. نخستین حضور تلویزیونی او نیز در مجموعه برگراک (به انگلیسی: Bergerac) در ۱۹۹۱ بود.
اولین حضور سینمایی او در سال ۱۹۹۶ در فیلم نجات پیکاسو در کنار آنتونی هاپکینز رقم خورد. در همان سال در مجموعه تلویزیونی کارائوکه نیز بازی کرد. هر چند تاکنون در فیلم‌های کمی حضور داشته است، اما بازی بسیار موفقی در فیلم نمایش ترومن در کنار جیم کری به نمایش گذاشت. او همچنین در فیلم‌های شیطان درون (در کنار براد پیت)، رونین (در کنار رابرت دنیرو و ژان رنو) و سولاریس (به همراه جورج کلونی) نقش اصلی را بر عهده داشته است.

## زندگی شخصی
مک الهون در ۱۹ می ۱۹۹۸ با یک جراح پلاستیک به نام هایریگوئن کلی ازدواج کرد. آن‌ها در فولام در غرب لندن با سه پسرشان تئودور (زاده ۲۰۰۰)، اتیس (زاده می ۲۰۰۳) و رکس که در اکتبر ۲۰۰۸ پنج ماه بعد از مرگ کلی زاده شد، زندگی می‌کردند. در ۲۰ می ۲۰۰۸، کلی ۴۳ ساله در حالی که در ورودی منزل اش افتاده بود، به وسیله یکی از همکارانش پیدا شد و به بیمارستان منتقل شد اما اقدامات درمانی بر روی او نتیجه نداد. بعد از کالبدشکافی، علت مرگ او را نارسایی قلبی تشخیص دادند.

## گزیده فیلم‌شناسی
- نجات پیکاسو (۱۹۹۶)
- متعلق به شیطان (۱۹۹۷)
- خانم دالووی (۱۹۹۷)
- نمایش ترومن (۱۹۹۸)
- رونین (۱۹۹۸)
- مرا به آرامی بکش (۲۰۰۲)
- شهر ارواح (۲۰۰۲)
- سولاریس (۲۰۰۲)
- راز موناکر (۲۰۰۸)
- ایمان (۲۰۱۳)
- آقای چرچ (۲۰۱۶)